# Berta Vidal de Battini
Berta Vidal de Battini (San Luis, 10 de julio de 1900 – Buenos Aires, 19 de mayo de 1984) es una figura fundacional en los estudios de folklore y dialectología argentina, famosa por su investigación del habla de Argentina encargada en 1945 por el  Instituto de Filología y el Consejo Nacional de Educación. Fue folklorista, escritora, investigadora y docente, reconocida como una de las mujeres más importantes para la cultura de la provincia de San Luis

## Trayectoria académica
Realizó sus estudios primarios y secundarios en San Luis, en la Escuela Normal "Paula Domínguez de Bazán", egresando como Maestra Normal Nacional. Mientras ejercía la docencia primaria, función que desempeñaba desde 1918, ingresó en la  Facultad de Filosofía y Letras de la Universidad de Buenos Aires, donde obtuvo los títulos de profesora en Letras y doctora en Filología y Letras.
Cumplió una larga carrera docente en el Consejo Nacional de Educación, hasta llegar al rango de Inspectora General. En la docencia universitaria se desempeñó en las cátedras de Folklore e Historia de la Lengua Española. Colaboró con el diario La Prensa.
Inició la carrera de investigadora en el Instituto de Filosofía de la Facultad de Filosofía y Letras de la Universidad Nacional de Buenos Aires, que dirigía Amado Alonso, y formó parte de su equipo de colaboradores. Fue investigadora del Instituto de Filología y del Instituto de Ciencias Antropológicas de la misma universidad.
En 1945, el Instituto de Filosofía y el Consejo Nacional de Educación le encomendaron el estudio del habla del país. Realizó más de cien viajes de investigación de campo por toda la Argentina, con excepción de las Malvinas, cuyo léxico recogió entre los malvineros radicados en la Patagonia. Visitó Europa en 1960 y en 1963, asistiendo a los principales Centros de Filosofía y Folklore.
En 1964 publicó El español de la Argentina, con los resultados de la investigación que llevó adelante en respuesta a una solicitud que el Consejo Nacional de Educación había realizado al Instituto de Filología de la Facultad de Filosofía y Letras de la UBA. Se trató de la primera y más completa descripción dialectológica del español de la Argentina destinada a la enseñanza escolar de la lengua. Vidal de Battini describió cinco regiones lingüísticas a partir de rasgos fonológicos, morfológicos y sintácticos. El detalle de rasgos lingüísticos relevados incluye observaciones sobre el sustrato lingüístico de las variedad regionales, a lo que atribuyó las entonaciones de las distintas regiones de Argentina.
En 2020, la Red de Lingüistas en Formación presentó un proyecto de ley en el Senado de la Nación Argentina para declarar "el día de les lingüistas". La fecha, 10 de julio, fue elegida a través de una votación abierta, en la que lingüistas, docentes, educadores e investigadores optaron por celebrar la figura de Berta Vidal de Battini. Se trata de un proyecto impulsado por la senadora puntana Eugenia Catalfamo.

## Obras
Dialectología y Folklore
- Encuesta Folklórica (1921)
- Mitos Sanluiseños (1925)

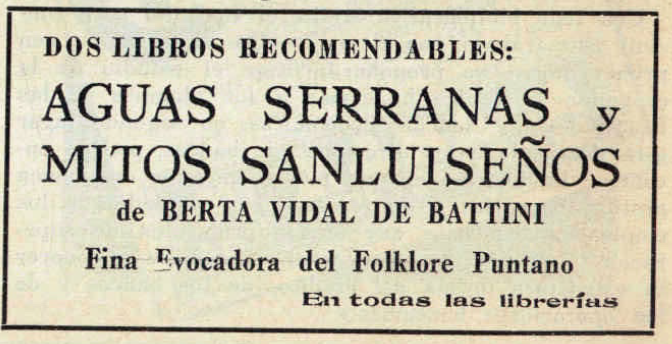
Publicidad de libros de Berta Vidal de Battini en La Literatura Argentina (1931)

- El habla rural de San Luis, parte I: fonética, morfología, sintaxis, Biblioteca de Dialectología Hispanoamericana VII, Universidad de Buenos Aires (1949)
- Voces marinas en el habla rural de San Luis, Facultad de filosofía y letras de la Universidad de Buenos Aires, Instituto de filolgía, Sección románica (1949)
- El léxico de los buscadores de oro de la Carolina, San Luis. ‘Homenaje a Fritz Krüger’, Mendoza, p. 303-334 (1952)
- El léxico de los yerbateros, Nueva Revista de Filología Hispánica, 7 (1/2), p. 190-208 (1953)
- El español de la Argentina: estudio destinado a los maestros de las escuelas primarias (Vol. 1). Consejo Nacional de Educación (1954), actualizado en 1966.
- Extensión de la RR múltiple en la Argentina, Filología, 3, p. 181-184 (1955)
- El léxico ganadero de la Argentina: la oveja en la Patagonia y en Tierra del Fuego, Filología, 5, p. 135-192 (1959)
- Cuentos y leyendas populares de Argentina: selección para niños (1960)
- El Antigal: una leyenda puneña (1962).
- El español de la Argentina. Buenos Aires, Consejo Nacional de Educación (1964)
- Zonas de leísmo en el español de la Argentina, AJ Van Windekens, Communications et rapports du Premier Congrès International de Dialectologie générale, II, Louvain, Centre International de Dialectologie générale, p. 160-163 (1964)
- La narrativa popular de la Argentina. Leyendas de plantas (1972)
- Patagonia. Nombre de una región argentina, Baal. XL, p. 155-156 (1975).
- Cuentos y leyendas populares de la Argentina, 10 volúmenes, Buenos Aires, Ediciones Culturales Argentinas (1980)
- La enseñanza del folklore en la escuela, Anales de la Asociación Folklórica Argentina, 2, p. 57-60.
- Términos Geográficos de la Argentina, Estudios de Filología y Lingüística, homenaje a Ángel Rosemblat en sus 70 años.
- Un término geográfico: guadal, Homenaje a Fritz Krüger (Mendoza, 1952-54), II, p. 312-318

Obra literaria
- Alas (1924)
- Agua serrana (1934)
- Tierra puntana (1937)
- Campo y soledad (1937)
- La ciudad de San Luis (1960)

## Premios y reconocimientos
- 1946 - 1° Premio de Poesía del Congreso de Artes e Industrias de San Luis[7]
- 1957 - Beca de la Comisión de Cultura[7]
- 1960 - Premio Wallance del Instituto Panamericano de Geografía e Historia[7]
- 1969 - 2° Premio de la Comisión Nacional de Cultura por su libro El habla rural de San Luis,[7]
- 1983 - Elegida académica de número de la Academia Argentina de Letras (tercera mujer elegida)[8]